# Gilbert O'Sullivan
Gilbert O'Sullivan, egentlig Raymond O'Sullivan (født 1. december 1946 i Waterford, Irland) er en irsk sanger, pianist og komponist.
Gilbert O'Sullivan var en meget populær popartist i de tidlige 1970'ere. Nogle af hans mest populære plader er Alone Again (Naturally), Matrimony, Clair, Get Down og What's In A Kiss.

## Diskografi

### Album
- Himself (1971)
- Back to Front (1972)
- Gilbert O'Sullivan (1968) (tidlige indspilninger, kun udgivet i Sverige ?) (1972)
- Humble Beginnings Of England's Gilbert O'Sullivan & Gerry Dorsey (tidlige indspilninger) (1972)
- I'm a Writer Not a Fighter (1973)
- A Stranger in My Own Back Yard (1974)
- Greatest Hits (opsamlingsalbum) (1976)
- Southpaw (1977)
- Off Centre (1980)
- Life and Rhymes (1982)
- Frobisher Drive (1987)
- In The Key Of G (1989)
- Nothing But The Best (opsamlingsalbum) (1991)
- Rare Tracks (1992)
- Little Album (1992)
- Sounds Of The Loop (1993)
- Live In Japan '93 – Tomorrow Today (live) (1993)
- By Larry (1994)
- Every Song Has It's Play (1995)
- Singer Sowing Machine (1997)
- Irlish (2000)
- Piano Foreplay (2003)
- Caricature: The Box (3-CD Box) (2003)
- A Scruff At Heart (2006)

### Singler
Vinyl singler :
- Disappear/You (1967)
- What Can I Do/You (1968)
- Mr Moody's Garden/I Wish I Could Cry (1969)
- Nothing Rhymed/Everybody Knows (1970)
- Thunder And Lightning/Bye Bye (udgivet i Sverige) (1971)
- Underneath The Blanket Go/Doing The Best That I Can (1971)
- We Will/I Didn't Know What To Do (1971)
- No Matter How I Try/If I Don't Get You (Back Again) (1971)
- Matrimony/January Git (1972)
- Alone Again (Naturally)/Save It (1972)
- Ooh-Wakka-Doo-Wakka-Day/But I'm Not (1972)
- Clair/What Could Be Nicer (Mum The Kettle's Boiling) (1972)
- Out Of The Question/Everybody Knows (1972)
- You/What Can I Do/Disappear (1972)
- Get Down/A Very Extraordinary Sort Of Girl (1973)
- Ooh Baby/Good Company (1973)
- Why, Oh Why, Oh Why/You Don't Have To Tell Me (1973)
- Happiness Is Me And You/Breakfast, Dinner and Tea (1974)
- A Woman's Place/Too Bad (1974)
- Christmas Song/To Cut A Long Story Short (1974)
- You Are You/Tell Me Why (1975)
- I Don't Love You But I Think I Like You/That's A Fact (1975)
- I'll Believe It When I See It/Just As You Are (1975)
- You Never Listen To Reason/Call On Me (1975)
- To Each His Own/Can't Get You Out Of My Mind (1976)
- Matrimony/You Don't Have To Tell Me (1976)
- My Love and I/Call On Me (1977)
- Miss My Love Today/Our Own Baby (1977)
- What's In A Kiss/Down Down Down (1980)
- I Love It But/Help Is On The Way (1980)
- A Minute Of Your Time/In Other Words (1982)
- Bear With Me/Don't Bother At All (1982)
- So What/We Will (1987)
- Lost A Friend/You Better Run (1989)
- So What/In A Nutshell (1990)

CD-singler :
- Lost A Friend/Get Down/We Will (1989)
- At The Very Mention Of Your Name (1990)
- At The Very Mention Of Your Name/What You See Is What You Get (1990)
- What A Way (To Show I Love You)/Lost A Friend (1991)
- Can't Think Straight/Sometimes/Divorce Irish Style (1992)
- Are You Happy?/Nothing Rhymed/Or So They Say (1993)
- Dear Dream/Sometimes (1995)
- Ain't No Telling/Doesn't It Make You Sick (1998)
- Have It/Couldn't Get Arrested (2001)
- Say Goodbye/Sex Appeal/Clair (2001)
- Taking A Chance On Love/Clair/Happiness Is Me And You (2001)
- Two's Company/I Have My Coat To Keep Me Warm (2002)
- Oh, Baby (2002)